# Calyptra minuticornis
Calyptra minuticornis är en fjärilsart som beskrevs av Achille Guenée 1852. Calyptra minuticornis ingår i släktet Calyptra och familjen nattflyn. Inga underarter finns listade i Catalogue of Life.

## Bildgalleri

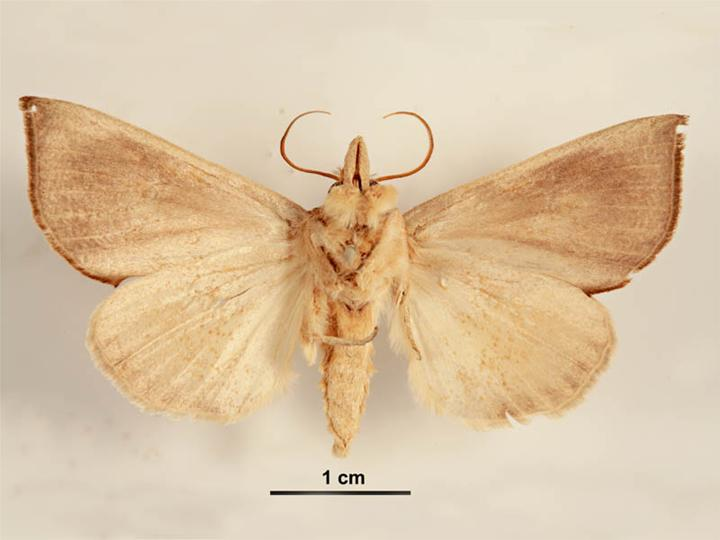